# Francesco Flamini

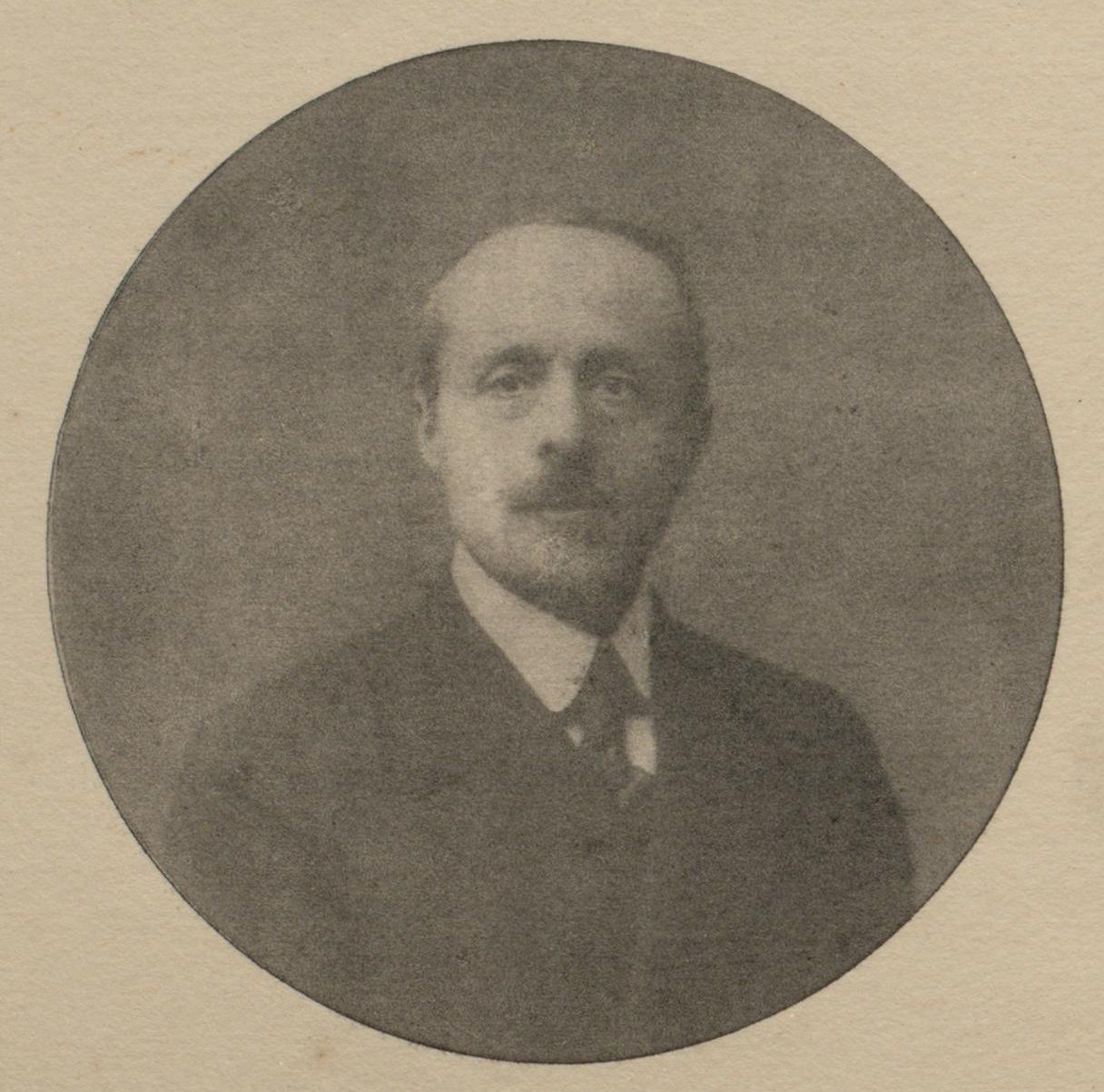
Francesco Flamini

Francesco Flamini (* 24. Mai 1868 in Bergamo; † 17. März 1922 in Pisa) war ein italienischer Romanist, Italianist und Komparatist.

## Leben und Werk
Flamini wuchs in Turin und Pisa auf. Er studierte in Pisa bei Alessandro D’Ancona und schloss ab mit der Tesa di Laurea La lirica toscana del Rinascimento anteriore ai tempi del Magnifico (Pisa 1891, Florenz 1977, 811 Seiten). Ab 1893 lehrte er an der Universität Pisa, 1895 kurzzeitig auf dem Lehrstuhl für Italienische Literatur der Universität Messina, dann als Nachfolger von Guido Mazzoni (1859–1943) an der Universität Padua. 1908 ging er als Nachfolger von Vittorio Cian nach Pisa und lehrte dort bis zu seinem frühen Tod.

## Weitere Werke
- Sulle poesie del Tansillo, Pisa 1889, Rom 1978
- (Hrsg.) Luigi Tansillo, L'Ecloga e i poemetti, Neapel 1893
- Studi di storia letteraria italiana e straniera, Livorno 1895
- Spigolature di erudizione e di critica, Pisa 1895
- Compendio di storia della letteratura italiana ad uso delle scuole secondarie, Livorno 1899
- Storia della litteratura italiana, Livorno 1902, 40. Auflage, Livorno 1930 (englisch 1906, neugriechisch Athen 1930)
- Il Cinquecento, Mailand 1902, 1948 (Storia letteraria d’Italia scritta da una società di professori)
- I Significati reconditi della Commedia di Dante e il suo fine supremo, 2 Bde., Livorno 1903–1904; 2. Auflage u. d. T. Il significato e il fine della Divina Commedia, Livorno 1915–1916
- Avviamento allo studio della Divina commedia, Livorno 1906, 7. Auflage 1937 (englisch: Introduction to the Study of the Divine Comedy, Boston/New York/Chicago/London 1910)
- L’anima e l’arte di Giosue Carducci, Treviso 1907, 4. Auflage, Livorno 1935
- Notizia storica dei versi e metri italiani dal Medioevo ai tempi nostri, Livorno 1918, 1942
- Poeti e critici della Nuova Italia, Neapel 1920